# Cor Kee
Cor Kee (Zaandam (Holanda del Nord), 24 de novembre, 1900 - Idem. 3 de gener, 1997), va ser un organista i compositor neerlandès.

## Biografia
Cor Kee va ser alumne de Jan Zwart, excepte el període entre 1917 i 1918, quan va assistir a un curs al Conservatori d'Amsterdam. Durant aquest període, Jean-Baptiste de Pauw va ser el seu professor d'orgue.
Durant molt de temps, Cor Kee va ser professor especialista d'orgue al Conservatori d'Utrechts i professor d'improvisació a l'acadèmia internacional d'estiu de Haarlem. També va aparèixer regularment com a professor convidat en diversos cursos estrangers. El nivell dels seus alumnes d'improvisació era excel·lent; alguns d'ells van guanyar els primers premis a l'International Organ Improvisatieconcours de Haarlem i al "National Orgelimprovisatieconcours" de Bolsward.
De 1922 a 1924 Kee va ser organista del "Singelkerk" d'Amsterdam. Després va treballar a la "Ronde Lutherse Kerk" d'Amsterdam. Hi va tocar l'orgue fins que la comunitat protestant va tancar l'església per als serveis el gener de 1935. Des de llavors, Cor Kee va tocar a l'Oude Lutherse Kerk de l'Spui, on va celebrar el seu jubileu de plata com a organista de la comunitat protestant el 1964.
Kee es va fer conegut com a compositor a través de les seves tres col·leccions "Psalmen voor Orgel", "Reeksveranderingen invier secties" i "Phases for Organ". El 1975 es va crear la composició "Amsterdam, 700 jaar lusthof", que es va publicar amb la lletra del compositor.
Cor Kee va ser el pare de l'organista Piet Kee.